# Sem Verbeek
Sem Verbeek (nació el 12 de abril de 1994) es un tenista neerlandés.
Verbeek su ranking ATP  más alto de singles fue el número 531, logrado el 15 de abril de 2019. Su ranking ATP más alto de dobles fue el número 108, logrado el 14 de junio de 2021.
Verbeek hizo su debut en un cuadro principal ATP en el Torneo de Basilea 2018 en el cuadro de dobles, luego de recibir un wildcards.

## Títulos de Grand Slam

### Dobles mixto

#### Títulos (1)
| Año  | Torneo    | Pareja             | Oponentes en la final       | Resultado      |
| 2025 | Wimbledon | Kateřina Siniaková | Luisa Stefani Joe Salisbury | 7-6(3), 7-6(3) |

## Títulos ATP (2; 0+2)

### Dobles (2)
| Leyenda                         |
| Grand Slam (0)                  |
| ATP Wourld Tour Finals (0)      |
| ATP Masters 1000 World Tour (0) |
| ATP World Tour 500 series (1)   |
| ATP World Tour 250 series (1)   |

| N.º | Fecha               | Torneo  | Superficie    | Pareja          | Oponentes en la final    | Resultado |
| --- | ------------------- | ------- | ------------- | --------------- | ------------------------ | --------- |
| 2.  | 21 de julio de 2024 | Newport | Hierba        | André Göransson | Robert Cash James Tracy  | 6-3, 6-4  |
| 2.  | 20 de abril de 2025 | Múnich  | Tierra batida | André Göransson | Kevin Krawietz Tim Puetz | 6-4, 6-4  |

#### Finalista (2)
| N.º | Fecha               | Torneo    | Superficie | Pareja          | Oponentes en la final             | Resultado         |
| --- | ------------------- | --------- | ---------- | --------------- | --------------------------------- | ----------------- |
| 1.  | 24 de julio de 2021 | Los Cabos | Dura       | Hunter Reese    | Hans Hach Verdugo John Isner      | 7-5, 2-6, [4-10]  |
| 2.  | 29 de julio de 2024 | Atlanta   | Dura       | André Göransson | Nathaniel Lammons Jackson Withrow | 6-4, 4-6, [10-12] |